# 上蘭登山

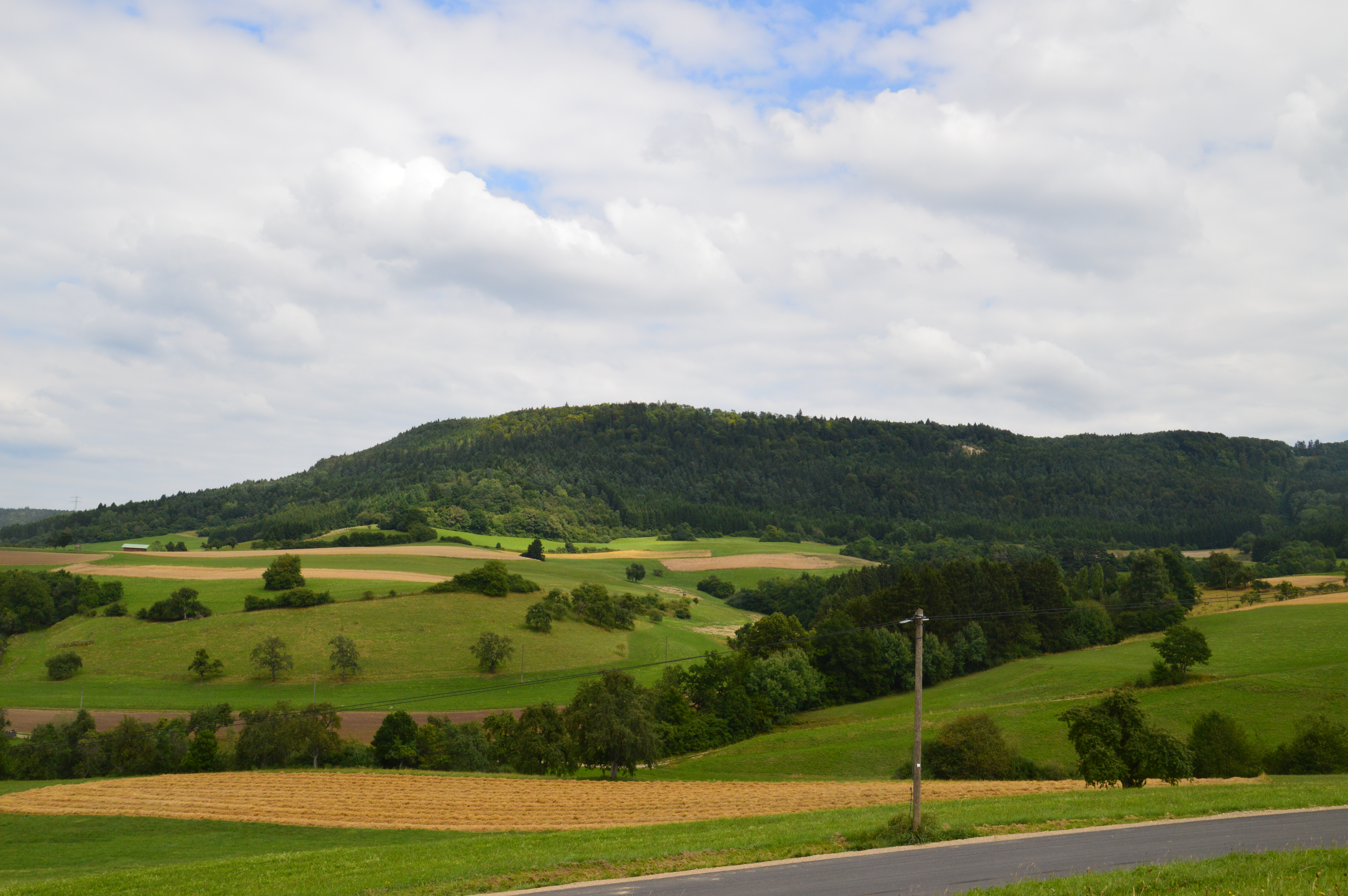
山脚下拍摄的上蘭登山

47°47′13″N 8°33′23″E / 47.78694°N 8.55639°E
上蘭登山（德語：Hoher Randen），是瑞士的山峰，位於該國北部，由沙夫豪森州負責管轄，屬於蘭登山的一部分，距離伯爾尼120公里，海拔高度930米，每年平均降雨量1,693毫米。